# Decentraland
Decentraland es una plataforma de realidad virtual descentralizada 3D que consiste en 90601 parcelas de tierra. La propiedad virtual en Decentraland son los NFT que se pueden comprar por medio de la criptomoneda MANA, que está basada en la blockchain de Ethereum. Fue inauguarada de manera pública en febrero de 2020, y está supervisada por la organización sin ánimo de lucro Decentraland Foundation.

## Historia
Decentraland fue originalmente creado en 2015 por los argentinos Ari Meilich y Esteban Ordano. Inicialmente, fue una red pixelada que destinaba píxeles a usuarios por medio de algoritmos de prueba de trabajo. Decentraland finalmente evolucionó en un mundo 3D. En octubre de 2018 Decentraland y Animoca Brands llevaron a cabo una inversión mutua por medio de participaciones y un intercambio de tokens Mana evaluado todo ello en 0.5 millones de dólares cada uno.
Entre los inversores de Decentraland se encuentran Digital Currency Group, Kenetic Capital, FBG Capital, CoinFund, y Hashed.
Cuando Decentraland se lanzó en versión beta en 2017, los desarrolladores vendieron paquetes de tierra virtual por tan solo $20; por otro lado, a raíz del boom en arte en NFT en 2020-2021, la  propiedad más codiciada se estaba vendiendo por más de $100,000.
En junio de 2021 la casa de subastas de Londres Londres-casa de subasta basada  Sotheby's creó una réplica digital de su sede New Bond Street como una galería virtual en Decentraland para mostrar arte digital.

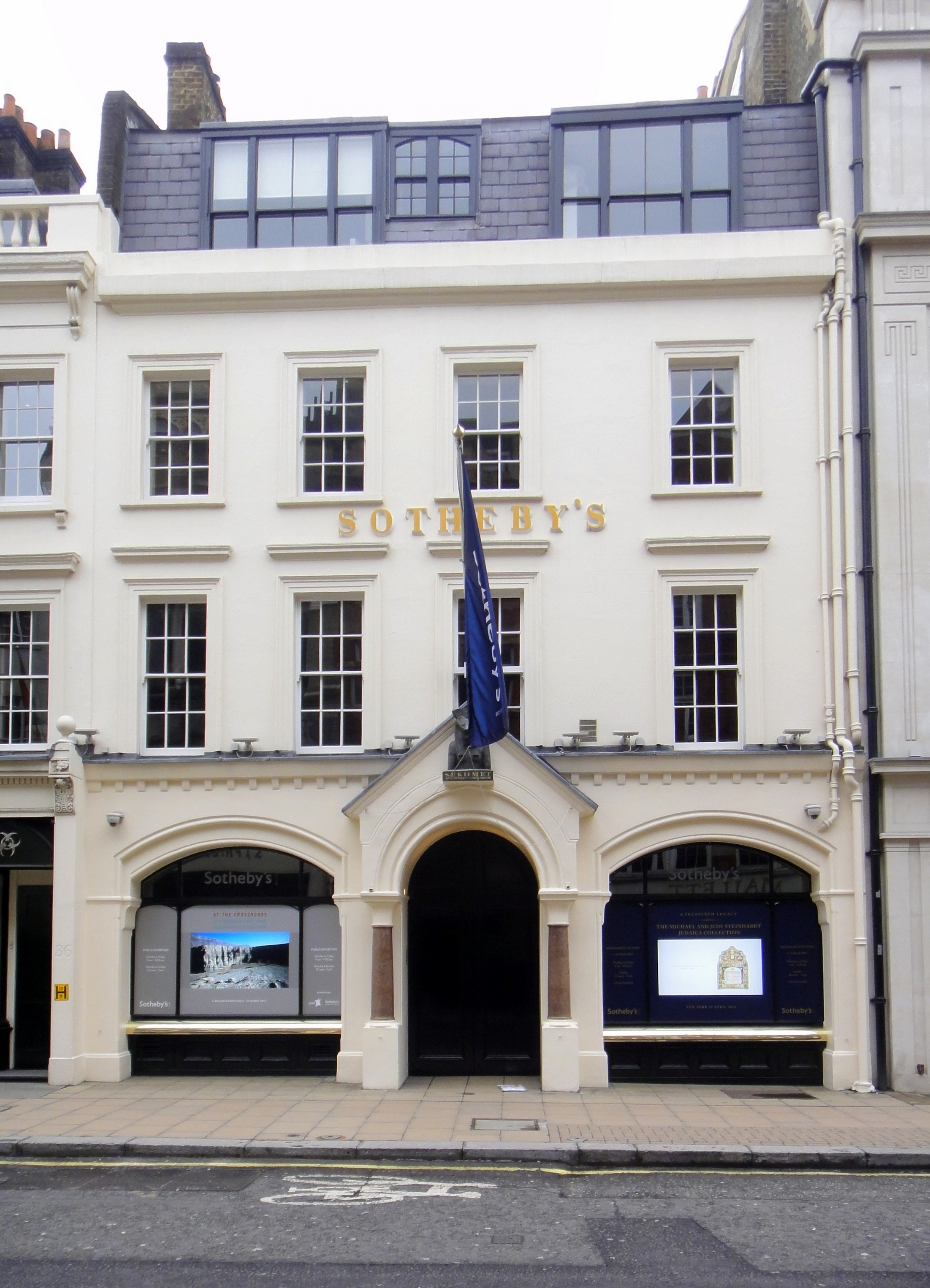
Sotheby's oficina en New Bond Stree en Londres fue recreada digitalmente en Decentraland para mostrar y vender arte NFT

El 18 de junio de 2021, la inversora en el mercado inmobiliario con sede en Nueva York Republic Realm pago la cifra equivalente a  $913,228 por 259 parcelas de Decentraland las cuales estaban planeadas para convertirse en un distrito de compras virtual llamado Metajuku, con un estilo similar al lugar de compras de Tokio Harajuku.
Celebrado en octubre de 2021 el Festival de Metaverso, de 4 días de duración, fue el primer festival musical en un metaverso e incluía actuaciones de realidad virtual como las de Deadmau5, AlunaGeorge, Alison Wonderland, entre otros.
El día 2 de marzo de 2022, Decentraland anunció que ya estaba disponible su versión para escritorio, llamado Decentraland Desktop Client para Windows
En agosto de 2023, Finance Research Letters descubrió que los inversores de Decentraland se dividían normalmente en cuatro categorías: los atraídos por la autoexpresión y la estética; los que buscan la comunidad y el compromiso social; los especuladores centrados en la inversión; y los entusiastas de la innovación tecnológica.